# 바가텔
바가텔(프랑스어: Bagatelle)은 클래식 음악에서의 피아노를 위한 성격 소품 중의 하나로, 프랑스어로 ‘사소한 것', '하찮은 것' 등의 뜻을 지니고 있다.
2001년판 《Oxford English Dictionary》에는 이를 "꾸밈이 없는 짧은 기악곡"이라고 간단하게 정의하고 있다.
쿠프랭이 처음으로 클라브생 곡집에서 이 이름을 사용하였고, 베토벤 또한 피아노를 위한 소곡에 이 이름을 썼다. 이와 같은 경향은 19세기의 성격 소품으로 이어졌다.
바가텔은 본디 피아노용이었으나 시간이 지나면서 관현악곡(안톤 베베른), 실내악곡(드보르자크, 앨런 호바네스, 제럴드 핀지), 클래식 기타(윌리엄 월턴), 관악 독주곡(고든 제이콥), 무반주 합창 등으로 넓어졌다. 

## 개요
1713-30년에 출판된 프랑수아 쿠프랭의 클라브생 곡집 제2권의 열번째 곡에 "바가텔"(론도)이라는 제목이 처음으로 붙여졌다.
가장 잘 알려진 바가텔은 역시 베토벤의 작품들이다. 베토벤의 피아노 작품이라고 하면, 32개 소나타가 거대한 존재감을 내고 있지만, 베토벤은 바가텔을 평생 동안 계속 쓰고 있었으며, 그 모두가 베토벤의 소나타, 또는 교향곡 조차 필적한다고 해도 과언이 아닌, 우주를 담고 있는 작품들 뿐이다. 그는 3개의 모음곡(작품 33, 작품 119 및 작품 126), 그리고 "엘리제를 위하여"라는 제목으로 널리 알려진 작품을 포함하여 그의 생애 동안 출판되지 않은 여러 유사한 작품을 썼다. 다른 주목할 만한 예로는 리스트의 "무조의 바가텔", 쉬베르에 의한 "바이올린과 피아노를 위한 모음곡"(작품 13), 드보르자크에 의한 "두 개의 바이올린과 첼로, 하모늄을 위한 모음곡"(작품 47번), 그리고 스메타나, 체레프닌, 시벨리우스에 의한 모음곡이 있다. 디아벨리 역시 짧고 행복한 형태로 바가텔을 썼다. 생상스는 "6개의 바가텔"(작품 3), 바움펠더도 만년에 작곡된 단 한편의 바가텔(작품 386)을 썼다.
20세기에 "14개의 모음곡"(작품 6)을 작곡한 벨러, "현악 사중주를 위한 6개의 모음곡"(작품 9)를 작곡한 베베른, "클라리넷과 피아노를 위한 5개의 바가텔"을 작곡한 제럴드 핀지, "현악 사중주를 위한 4개의 바가텔"(작품 30)을 작곡한 호바네스를 비롯, 여러 작곡가들이 바가텔 모음곡을 작곡했다. 또 다른 표준적인 현대의 바가텔은 죄르지의 모음곡인데, 죄르지는 원래 "무지카 리체르카타"(1951-53년)라는 제목의 피아노를 위한 11개의 단편 모음곡을 작곡했고, 후에 이 작품들을 "목관 오중주를 위한 6개의 바가텔"(1953년)로 편곡했다.
북부 아일랜드의 작곡가 퍼거슨은 그의 피아노 소나타와 함께 "피아노를 위한 5개의 바가텔 모음곡"(작품 9)를 썼는데, 이 작품은 피아노 소나타 바단조 작품과 함께 정기적으로 연주하는 몇 안되는 작품이다. 월튼은 1970년경에 작곡가 아놀드에게 헌정된 "브림을 위한 클래식 기타를 위한 5개의 바가텔"(월튼 1974)을 작곡하기도 했다. 이 다섯 곡은 브림, 이즈빈, 파크닝, 비도비치 등 몇몇 저명한 클래식 기타리스트들이 녹음했다. 미국의 작곡가 우리넨은 훗날 관현악으로 편곡한 솔로 피아노를 위한 바가텔을 썼다. 호주 작곡가 바인도 피아노를 위한 5개의 바가텔(1994년)을 썼는데, 특히 호주 피아노 콩쿠르에서 꽤 자주 연주되고 있다. 페루의 작곡가 그로스만도 바이올린과 피아노를 위한 다섯개의 바가텔을 작곡했다(또한 베이스, 클라리넷이 있는 삼중주 버전도 있음.). 2015년에 존은 300개의 바가텔로 구성된 공개 기악 편성법을 위한 책을 만들었고, 같은 해에 크루보아제, 펠드먼, 메데스키, 테이본, 케인, 샤프트, 리봇, 릴리, 라지, 프리들랜더, 에반스, 이라바곤, 블랙, 모리 등이 초연했다.

## 주요 작곡가와 작품
- 루트비히 판 베토벤

프레스토 다단조, WoO 52
알레그레토 다단조, WoO 53
루스티히-트라우리히 다장조, WoO 54
일곱 개의 바가텔 (바가텔 1-7번), 작품 번호 33
알레그레토 다장조, WoO 56
엘리제를 위하여 가단조 (바가텔 25번), WoO 59
지밀히 레바프트 내림나장조, WoO 60
열한 개의 새로운 바가텔 (바가텔 8-18번), 작품 번호 119
여섯 개의 바가텔 (바가텔 19-24번), 작품 번호 126
- 요한 네포무크 훔멜

여섯 개의 바가텔, 작품 번호 107
- 프란츠 리스트

무조의 바가텔, S. 216a
- 카미유 생상스

여섯 개의 바가텔, 작품 번호 3
- 베드르지흐 스메타나

여덟 개의 바가텔과 즉흥곡 작품 번호 6
- 안토닌 드보르자크

바가텔, 작품 번호 47, B 79
- 장 시벨리우스

열 개의 바가텔, 작품 번호 34
여섯 개의 바가텔, 작품 번호 97
- 에르뇌 도흐나니

겨울의 윤무(열 개의 바가텔), 작품 번호 13
- 벨라 바르톡

바가텔, 작품 번호 6
- 조르주 오리크

다섯 개의 바가텔
- 안톤 베베른

현악 사중주를 위한 여섯 개의 바가텔
- 리게티 죄르지

목관 오중주를 위한 여섯 개의 바가텔
- 제럴드 핀치

클라리넷과 피아노를 위한 다섯 개의 바가텔

## 같이 보기
- 루트비히 판 베토벤의 바가텔

## 참고 문헌
- 옥스포드 영어 사전. 2001. 제3판. 옥스포드와 뉴욕 : 옥스퍼드 대학교 출판부.
- 윌리엄 월튼, 1974. 줄리안 브림에 의해 편집된 기타를 위한 다섯 개의 바가텔. 옥스포드와 뉴욕 : 옥스퍼드 대학교 출판부. ISBN 0-19-359407-2.